# Clara Tabody
Clara Tabody (anhörenⓘ * 12. Januar 1915 in Rákospalota, Österreich-Ungarn als Klara Thurmayer; † 6. August 1986 in Mailand, Italien) war eine Schauspielerin und Sängerin. Ida Turay (1908–1997, geb. Ida Thurmayer) war ihre Schwester.

## Leben
Clara Tabody absolvierte eine Ausbildung als Tänzerin und besuchte danach die Schauspielakademie in Budapest. Erste Erfolge hatte sie am Budapester Kiraly-Theater in der Operette Kadettenliebe, ihre eigentliche Karriere begann jedoch in den 1930er Jahren in Berlin. Sie spielte ab 1932 in Operetten und Revuen, unter anderem in Fred Raymonds Maske in Blau. In der Filmversion der Operette spielte sie 1942 auch die Rolle der Gitta an der Seite von Wolf Albach-Retty und Hans Moser. Tabody stand 1944 in der Gottbegnadeten-Liste des Reichsministeriums für Volksaufklärung und Propaganda.
Während des Krieges heiratete sie den Italiener Angelo Formenti, mit dem sie nach Alassio an der italienischen Riviera zog. In den 1950er Jahren kehrte sie gelegentlich an die Berliner Bühnen zurück.

## Filmografie
- 1937: È tornato carnevale (Italien)
- 1940: Linkshändige Engelin (Balkezes angyal) (ihr einziger ungarischer Film)
- 1940: Sieben Jahre Pech (sie spielte zusammen mit Schwester Ida Turay)
- 1940: Il Capitano degli ussari (Italien)
- 1941: Treu wie Gold[4]
- 1942: Akrobat schö-ö-ö-n
- 1943: Maske in Blau
- 1947/48: Leckerbissen
- 1948: Giudicatemi! (Italien)

## Diskografie (Auswahl)
- 1939: Die Lilly aus Bajanga; Odeon 26 356 a
- 1939: Es wär' so schön, wenn wir heut' bummeln geh'n! mit den Metropol-Vokalisten, Odeon 26 356 b
- 1939: Eine Lady war einst in Tirol! Odeon 31465, aufgenommen in Berlin, 17. Februar 1939
- 1942: Ja, das Temp’rament